# Indian FTR
La Indian FTR è una motocicletta stradale prodotta dalla casa motociclistica statunitense Indian a partire dal 2019.

## Descrizione
Commercializzata in precedenza con il nome FTR 1200, è il primo modello in serie costruita dall'azienda dopo acquisizione da parte della Polaris.
La moto è una naked di grossa cilindrata ad alte prestazioni dallo stile retrò, che si pone nel segmento di mercato occupato dalle Ducati Monster, la Triumph Speed Triple e la BMW R nineT.
È disponibile, inoltre, un modello più "sportivo" denominato FTR1200S, che ha il controllo elettronico della stabilità e dell'impennata con giroscopico e sistema ABS.